# Louisville (Schiff, 1931)
Die USS Louisville (Kennung: CA 28) war ein Schwerer Kreuzer der United States Navy. Das Schiff gehörte zur ersten Baugruppe der Northampton-Klasse. Zwischen den Weltkriegen gebaut, wurde der Kreuzer im Zweiten Weltkrieg eingesetzt und überstand den Krieg nach zahlreichen Einsätzen. 1959 wurde das Schiff abgewrackt.

## Baugeschichte und Technik
Nach (um drei Jahre verspäteter) Autorisierung im Jahr 1927 wurde die Louisville am 4. Juli 1928 auf Kiel gelegt. Benannt ist das Schiff nach der Stadt Louisville im US-Bundesstaat Kentucky. Der Kreuzer lief am 1. September 1930 auf dem Puget Sound Naval Shipyard vom Stapel und wurde bereits am 15. Januar 1931 in Dienst gestellt. Die Baukosten betrugen 9 Millionen Dollar (Wert 1931).
Das Schiff gehörte zur ersten Untergruppe der Northampton-Klasse (CA 26-28). Deren drei Einheiten waren gegenüber den drei Einheiten der zweiten Baugruppe (CA 29-31) durch die fehlende Verlängerung des Oberdecks und des entsprechend umbauten Raumes seitlich des ersten Schornsteins gekennzeichnet. Sie waren nicht als Flaggschiffe vorgesehen, die diesen zusätzlichen Raum brauchten. An dieser Stelle führten die Schiffe der erste Baugruppe Beiboote, die auf der zweiten Baugruppe (auch wegen der dort von Anfang an fehlenden Torpedorohre) seitlich der achteren Aufbauten untergebracht waren. Die Zweiteilung der Klasse setzte sich auch in der modifizierten Northampton-Klasse (Portland-Klasse, CA 33 und CA 35) fort, bei der die Portland der Variante ohne und die Indianapolis der Variante mit Flaggschiffsfunktion entsprach.
Die Besatzungsstärke der Louisville betrug ursprünglich 45 Offiziere und 546 Mann, im Krieg stieg die Zahl insbesondere durch die drastisch verstärkte, personalintensive Luftabwehrbewaffnung und erhebliche weitere technische Ausrüstung ganz beträchtlich auf zuletzt 68 Offiziere und 1.061 Mann (1945).
Gemäß dem Washingtoner Flottenvertrag war das Schiff auf eine Standardverdrängung von 10.000 ts (zu 1.016 kg) konstruiert, mit einer geplanten Einsatzverdrängung von 11.574 tn.l. Schon unmittelbar nach Indienststellung betrug die Verdrängung bei voller Ausrüstung 11.826 tn.l. Nach Verdoppelung der Sekundärbewaffnung 1940 wurde schon eine Maximalverdrängung von 13.353 tn.l. – Zahl für das weitgehend identische Schwesterschiff Chester – erreicht. Sie wuchs im Krieg aufgrund zahlreicher Nachrüstungen über 13.910 tn.l. (1943) auf zuletzt 14.030 tn.l. (1945). Bei Indienststellung entfielen hiervon knapp 4.500 tn.l. auf die eigentliche Rumpfstruktur, knapp 2.000 tn.l. auf den Antrieb, rund 550 tn.l. auf die Panzerung, knapp 900 tn.l. auf die Bewaffnung, der Rest auf Aufbauten, sonstige Ausrüstung und Vorräte. Die Wasserlinienlänge betrug 177,39 m, die Gesamtlänge 182,88 m, die Breite 20,14 m in der Wasserlinie, der Tiefgang je nach Beladung 4,95 m bis 7,16 m.
Der Antrieb erfolgte durch vier Parsons-Getriebeturbinen auf vier Propeller (acht Kessel von White-Forster), mit einer Entwurfsleistung von 107.000 shp (amerikanische Wellen-PS) und einer Konstruktionsgeschwindigkeit von 32,5 Knoten. Bei den Probefahrten wurden diese Werte leicht überschritten (109.049 shp für 32,76 kn bei 10.503 tn.l., 1931). Der Wendekreis (taktisch) lag bei 686 m bei 20 kn. Die Treibstoffvorräte (Öl) waren auf maximal 3.067 tn.l. für eine Seeausdauer von 10.000 Seemeilen bei 15 kn vorgesehen. Tatsächlich wurden im Krieg (1945) jedoch mit 2.957 tn.l. nur 7.580 sm bei 15 kn und 5.250 sm bei 20 kn erreicht. Grund war die typischerweise zu günstige Kalkulation im Entwurf, das im Krieg deutliche erhöhte Einsatzgewicht und auch die Abnutzung der Maschinenanlage durch die jahrelange sehr hohe Beanspruchung im Einsatz.
Die Seitenpanzerung (Gürtelhöhe 4,57 m) war (nur) 3,00 bis 3,75 Zoll stark, die Panzerdicke der Schotten betrug 2,5 Zoll an den Munitionskammern und 1,5 Zoll beim Antrieb, das Deck war mit 1,0 Zoll (2,0 Zoll über den Munitionskammern) geschützt. Die Barbetten der Geschütztürme waren 1,5 Zoll stark gepanzert, die Hauptgeschütztürme mit 2,5 Zoll vorn, 1,5 Zoll oben und 0,75 Zoll seitlich und hinten gepanzert. Der Kommandoturm war mit 1,5 Zoll Panzerung geschützt (1 Zoll = 25,4 mm). Insgesamt war die Panzerung für ein Schiff dieser Größe erheblich zu leicht und wurde in der späteren zweiten Generation der zwischen den Kriegen gebauten Schweren Kreuzer drastisch verstärkt (nahezu dreifaches Gewicht für die Panzerung verbaut).

## Bewaffnung
Die Hauptbewaffnung bestand aus neun Geschützen des Kalibers 203 mm (acht Zoll) L/55 Mk.14/0 in drei Drillingstürmen (zwei überhöhend vorn, einer achtern), wobei die drei Geschützrohre eines Turms in einer Wiege lagen und nur gemeinsam bewegt werden konnten. Die verschossenen Granaten wogen 260 Pfund, die Reichweite lag bei rund 30 km, und die Feuerkadenz bei 2,1 Schuss pro Rohr und Minute. Die Lebensdauer eines Rohres wurde auf über 700 Schuss veranschlagt.
Als Sekundärbewaffnung (Mittelartillerie) insbesondere zur Zerstörerabwehr und als schwere Flak waren vier Geschütze 127 mm (fünf Zoll) L/25 in offenen Einzellafetten (beiderseits der achteren Aufbauten) an Bord. Die Zahl wurde 1940 durch vier weitere gleiche Geschütze auf den Hangardächern verdoppelt. Zur Feuerleitung befanden sich zwei Mk.24-Leitgeber (für die Achtzöller) und zwei Mk.19-Feuerleitgeräte (für die Fünfzöller) an Bord. Während des großen Modernisierungsumbaus 1943 wurden diese durch die modernen Typen Mk.34 (für die Achtzöller) und Mk.33 (für die Sekundärbewaffnung) ersetzt. Ab 1942 wurden Feuerleitradare geführt (siehe Radarausrüstung).
Die Louisville wurde (als letzter Schwerer Kreuzer der US Navy) noch mit sechs Torpedorohren mit 533 mm Durchmesser (zwei Drillinge in Nischen in den achteren Aufbauten) fertiggestellt, die jedoch bereits 1934 wieder abgegeben wurden. Für die Konzeption Schwerer Kreuzer sowie auch größerer Leichter Kreuzer (10.000-Tonnen-Klassen) sah die US Navy ab Mitte der 1930er-Jahre einheitlich eine reine Artilleriebewaffnung vor. Torpedorohre blieben fortan den beweglicheren kleineren Kreuzern (6.000-Tonnen-Klassen) und Zerstörern vorbehalten.
Die leichte Flugabwehrbewaffnung der Louisville bestand ursprünglich nur aus acht, ab 1940 aus zwölf Maschinengewehren 12,7 mm (0.50 cal). 1941 sollen als Interimslösung auch vier 3-Zoll-Flakgeschütze an Bord gewesen sein. Im Mai 1942 wurden diese durch 16 Geschütze 28 mm (1,1 Zoll) in vier Vierlingen (jenseits der Brücke und jenseits des zweiten Schornsteins) und zwölf 20-mm-Oerlikon-Kanonen ersetzt, deren Zahl im November 1942 um sieben Stück (vier um den Großmast, zwei in der Brücke, eine auf Turm B) auf 19 erhöht wurde. Die Feuerleitung für die 28-mm-Vierlinge übernahmen Mk.44-Feuerleitgeräte.
Beim großen Modernisierungsumbau 1943 wurde die Flak erneut erheblich verstärkt, und zwar auf 24 Rohre 40-mm-Bofors-Geschütze (vier Vierlinge, vier Zwillinge) und insgesamt 27 Einzelflak 20-mm-Oerlikon (eine auf Turm C, 16 in den achteren Aufbauten, zwei neben dem ersten Schornstein, acht auf der Back und neben der Brücke). Die Feuerleitung für die Bofors-Geschütze übernahmen Mk.51-Leitgeräte. Ein letztes Mal wurde die Bewaffnung 1945 nachgerüstet: ein zusätzlicher 40-mm-Vierling auf der Back brachte die Gesamtzahl auf 28 Rohre (5 × 4, auf Back, jenseits der Brücke und jenseits der achteren Aufbauten, 4 × 2 auf dem Schanzdeck), und die 20-mm-Einzelflak wurden durch 13 Zwillinge gleichen Kalibers (26 Rohre) ersetzt (sechs auf den Decks vor der Brücke, sechs in den achteren Aufbauten, eine auf Turm C).
Der Kreuzer verfügte ab Indienststellung über zwei Katapulte und einen Doppelhangar für Schwimmer-Bordflugzeuge, von denen drei bis vier mitgeführt wurden. Aus Gewichtsgründen wurde das Steuerbord-Katapult im März 1945 ausgebaut. Die verwendeten Flugzeugtypen waren zunächst Vought O3U Corsair, ab 1936 dann Curtiss SOC Seagull Doppeldecker. Erst mit dem letzten Umbau im März 1945 kamen dafür drei moderne Curtiss SC-1 Seahawk an Bord.

## Radarausrüstung
Im Kriege wurde die Louisville umfassend mit Radar ausgerüstet. Im Mai 1942 kam als Luftsuchradar SC-1 an Bord, das beim großen Umbau 1943 durch SK ersetzt wurde. Ab November 1942 war auch ein SG-Seesuchradar an Bord, nach dem Umbau von Ende 1943 waren es zwei. 1945 kam schließlich noch das Jägerleitsystem (pencil beam) SP hinzu. Die Feuerleitung wurde 1942 mit zwei Mk.3 (FC) für die Schwere Artillerie und zwei Mk.4 (FD) für die Sekundärbewaffnung für Radarbetrieb nachgerüstet. Beim großen Umbau 1943 wurden die neuen Feuerleitgeräte mit dem modernen phased array System Mk.8 Mod.1 ausgestattet (je eine Anlage für jedes Mk.34-Feuerleitgerät), während für die neuen Leitgeber der Sekundärartillerie Typ Mk.33 die alten Mk.4-Radare (vorgebaut) technisch unverändert übernommen wurden. 1945 wurden die Mk.8-Mod.1-Radare durch die weitgehend schon Mk.13 entsprechende, voll wettergeschützte geschlossene Variante Mk.8 Mod.3 ersetzt und die beiden Mk.4-Antennen gegen den neuen lightweight microwave-dish (Leichtgewichtsantenne) Mk.28 ausgetauscht.
Umfangreiche ECM/ECCM-Anlagen wie DBM und der S-Band TDY-1a-Sperrsender kamen hinzu. In den achteren Aufbauten fand sich SQ als Notsystem zur Navigation, und die achteren 40-mm-Vierlinge trugen bereits eigenes Mk.34-Feuerleitradar als Teil der Anti-Kamikaze-Nachrüstung. Auf dem Vormast waren neben TBS und VHF-Funkantennen auch der BK-Transponder für die eigene Freund-Feind-Kennung (IFF) und der entsprechende BN-Interrogator für die Identifizierung anderer Schiffe installiert.

## Anstrich

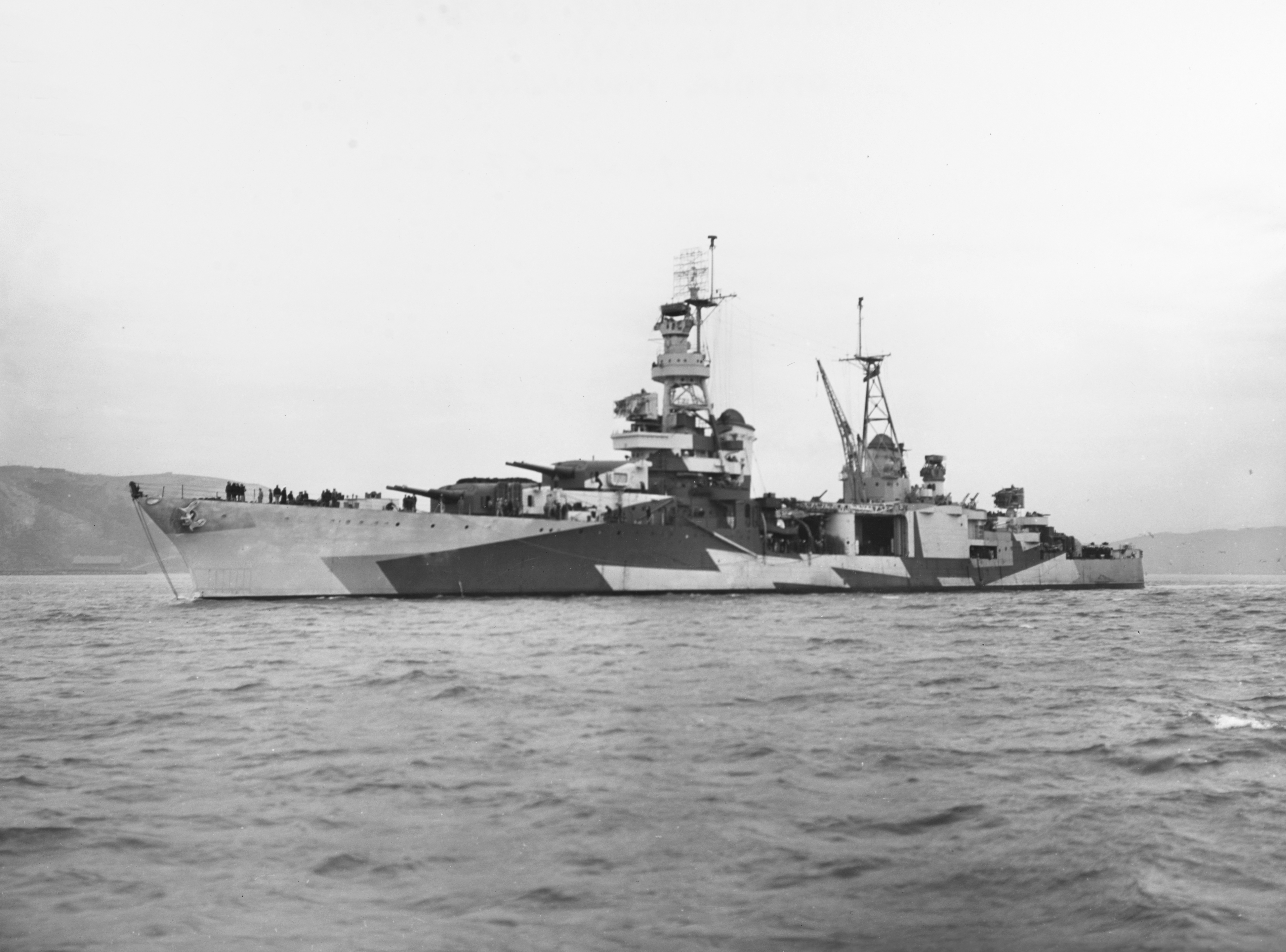
Die Louisville vor Mare Island, 17. Dezember 1943, getarnt nach Measure 32/6d

1942/1943 war die Louisville einheitlich in Measure 21 (Vertikalflächen „navy blue 5-N“ über alles, Decks „deck blue 20-B“) gestrichen. Am Ende des großen Umbaus im Dezember 1943 präsentierte sich der Kreuzer dann im sogenannten „dazzle“-Tarnschema Measure 32 Design 6D mit einem komplexen Seitenmuster aus „light gray (5-L)“, „ocean gray (5-O)“ und „dull black (BK)“ und einem Decksmuster aus „ocean gray (5-O)“ und „deck blue (20-B)“. Dieses Schema trug der Kreuzer noch bis Anfang 1945. Der letzte Umbau, der dem Kamikazetreffer vom Januar 1945 folgte, führte im März 1945 zu einem Wechsel auf das „graded system“ des Measure 22, mit Vertikalfarbe „navy blue (5-N)“ unterhalb des Hauptdecks, „haze gray (5-H)“ oberhalb, und Decks komplett in „deck blue (20-B)“, wobei die Holzdecks jedoch gegen Kriegsende nicht mehr überstrichen wurden. 1945 wurde das Schiff dann in Friedensgrau (Measure 27, „haze gray 5-H“ über alles, unbehandelte naturfarbene Holzdecks) umgestrichen, mit großer weißer, am Rand schwarz schattierter Kennziffer „28“ beiderseits des Bugs, wie nach dem Krieg üblich geworden.

## Großer Umbau 1943
Nach den ersten Kriegserfahrungen wurde die Louisville Ende 1943 auf der Mare Island Naval Shipyard erheblich umgebaut und modernisiert. Im Wesentlichen verschwand der große achtere Hauptmast mit seinen Plattformen und wich einem modernen Aufbautenblock mit neuen Leitgeräten, während ein neuer Hauptmast in Form eines Dreibeinmastes vorn um den zweiten Schornstein herum konstruiert wurde. Die Brücke wurde verschlankt, unter gleichzeitiger Kappung und Umgestaltung des vorderen Dreibeinmastes. Das obere Drittel des Mastes wurde abgeschnitten und die Enden der Mastbeine mit einer Plattform verbunden, die das vordere Mk.34-Leitgerät trug. Ziel waren niedrigere, leichtere Aufbauten mit zugleich besseren Plattformen für Luftabwehr und moderne Feuerleitung.
Im grundsätzlichen Design entsprach der Umbau demjenigen, den auch die Halbschwestern Portland und Indianapolis in der Kriegsmitte durchliefen. Der spätere Umbau des Schwesterschiffs Chester war ähnlich, aber noch radikaler mit einer noch niedrigeren Gesamtsilhouette. Analog wurde zuletzt auch noch die Augusta modernisiert. Die drei weiteren Schwesterschiffe waren schon im ersten Kriegsjahr verloren gegangen.
Neben der Umstrukturierung der Aufbauten umfasste der Umbau eine Grundmodernisierung der leichten Flak und einen Austausch der Feuerleitgeräte. Man brachte die Radar-Ausrüstung auch bei späteren Gelegenheiten auf den neuesten Stand, wobei im März 1945 ein letztes Mal eine Nachrüstung erfolgte. Hierbei wurde zur Gewichtskompensation auch das Steuerbordkatapult und der Entfernungsmesser in Turm A abgegeben und die 40-mm-Flak durch den Einbau von vier Leitgebern Mk.63 sowie Mk.34-Radar auf einen Teil der Geschütze auf Blindfeuerfähigkeit gebracht. Der hohe Strombedarf der umfassenden Radarausrüstung brachte zu diesem Zeitpunkt das bordeigene Elektrizitätsnetz an die Grenze seiner Kapazität.
Technisch gesehen blieb der alte Kreuzer bis zum Kriegsende 1945 uneingeschränkt auf dem Stand der Entwicklung, der in der Ausrüstung keinem Neubau nachstand. Handicap des Schiffs blieb allerdings immer die relativ leichte Panzerung.

## Einsatzgeschichte
Nach der Indienststellung im Januar 1931 übernahm Captain E. J. Marquart als erster kommandierender Offizier das Schiff. Die offizielle Kennziffern-Bezeichnung war CL 28, weil die Schweren Kreuzer nach den Vorgaben des Washingtoner Vertrages ursprünglich nicht der alten Kategorie Panzerkreuzer (CA für „Cruiser, Armored“) zugeordnet waren. Das geschah allerdings schon per 1. Juli 1931, womit die Louisville nunmehr endgültig (und zwar rückwirkend) als CA 28 kategorisiert wurde.
Die Jungfernfahrt („shakedown cruise“) führte die Louisville über den Panamakanal nach New York. Stationiert wurde sie dann aber im Pazifik, wo sie bis Anfang 1934 verblieb und zeitweise als Schulschiff für die Flugabwehr genutzt wurde.
Ab April 1934 nahm das Schiff an einer ausgedehnten Reise mit repräsentativen Flottenbesuchen in Mittel- und Südamerika teil. 1935/36 fuhr der Kreuzer wieder im Pazifik, dabei erstmals auch im Nordpazifik und in arktischen Gewässern um Alaska, in denen das Schiff später auch im Krieg eingesetzt werden sollte. Im November 1936 gehörte der Kreuzer zu einem Flottenverband, der Präsident Franklin D. Roosevelt zur Panamerikanischen Konferenz nach Buenos Aires brachte.
1937–1938 war Louisville wieder im Pazifik im Einsatz und besuchte 1938 erstmals auch Australien. Nach einem Abstecher in die Karibik zum Jahreswechsel 1938/39 war das Schiff zunächst wieder an der US-Pazifikküste stationiert. Im August 1939 verlegte die Louisville dann via Bahia (Brasilien) in den Südatlantik und absolvierte ihre erste durch den in Europa beginnenden Krieg veranlasste Aufgabe, nämlich die Übernahme von Gold im Wert von 148 Millionen US-Dollar (1939) der britischen Regierung, das von Südafrika zur Lagerung in die Vereinigten Staaten transportiert wurde.
1941 befand sich die Louisville wieder im Pazifik. Bei Kriegsbeginn im Dezember war die Louisville im Geleitzugschutz in Ostindien im Einsatz. Im Januar 1942 folgte die Teilnahme an der militärischen Sicherung von Samoa. Sie gehörte sodann zum Begleitschutz der Trägerangriffe auf die Marshall- und Gilbertinseln, wobei eines ihrer Bordflugzeuge verloren ging. Nach Einsätzen im März/April 1942 im Bereich der Elliceinseln, des Bismarck-Archipels und der Salomonen kehrte die Louisville im Mai 1942 an die US-Westküste zurück. Auf der Marinewerft Mare Island erfolgte die erste Kriegsnachrüstung, insbesondere mit leichter Flak und Radar. Vom Juni bis September 1942 war die Louisville dann im Nordpazifik im Einsatz und an der Beschießung der Insel Kiska beteiligt, welche die Japaner im Zuge der Midway-Operation im Juni 1942 erobert hatten.

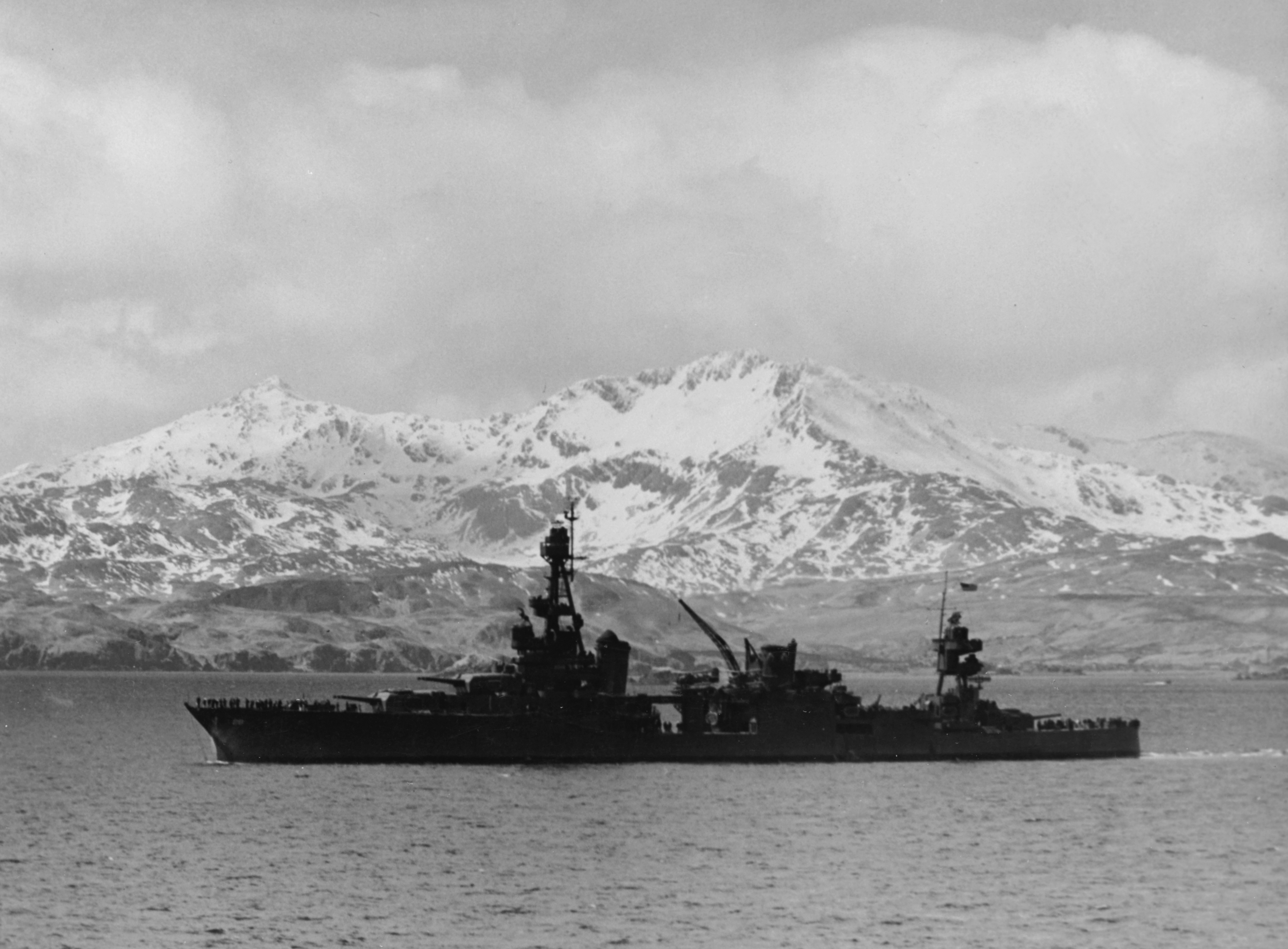
Die Louisville während des Aleuten-Einsatzes, 1943, vor dem großen Umbau

Im November 1942 erfolgte in Mare Island die nächste Kriegsnachrüstung, die allerdings nur kleine Änderungen sowie eine moderate Ergänzung der 20-mm-Flak beinhaltete. Im Januar 1943 war die Louisville dann wieder im Südpazifik und erlebte in der Task Force 67 das Ende der Kämpfe um Guadalcanal in der Schlacht bei Rennell Island. Sie nahm dabei ihr beschädigtes Schwesterschiff Chicago in Schlepp, die aber nach einem Lufttorpedotreffer schließlich doch aufgegeben werden musste. Ab April 1943 folgten für den Rest des Jahres Einsätze im Nordpazifik, darunter die Teilnahme an der Rückeroberung der Inseln Attu und Kiska im Mai und Juli 1943. Im Oktober 1943 kehrte der Kreuzer nach Mare Island für eine größere Modernisierung zurück, die im Dezember abgeschlossen wurde.
Vom Januar bis zum September 1944 war die Louisville im Zentral- und Südpazifik an zahlreichen Landungsaktionen der Amerikaner beteiligt (Marshallinseln, Angriffe auf Truk, Eroberung der Marianen), wobei sie sowohl Küstenstellungen beschoss wie auch als Flaggschiff fungierte. Am 17. Oktober 1944 war sie Teil der alliierten Landungsflotte für die Landung im Golf von Leyte, wo sie sieben Tage in Folge an der Feuerunterstützung für die Landungstruppen teilnahm.
In der Nacht vom 24. zum 25. Oktober 1944 war die Louisville das einzige Mal während ihres langen Kriegseinsatzes in eine größere Seeschlacht verwickelt. In der Straße von Surigao trafen zwei japanische Kampfverbände mit Schlachtschiffen, Kreuzern und Zerstörern auf eine überlegene US-Verteidigungsflotte, die den Landungsbereich vor Leyte absichern sollte. Insbesondere durch radargeleitetes Artilleriefeuer von Schlachtschiffen und Kreuzern, darunter die Louisville, konnten die japanischen Einheiten gestoppt und zum Rückzug gezwungen werden, wobei die Japaner die Schlachtschiffe Fusō und Yamashiro, die Kreuzer Mogami und Abukuma sowie mehrere Zerstörer verloren. Die Louisville blieb wie fast alle amerikanischen Schiffe unbeschädigt.

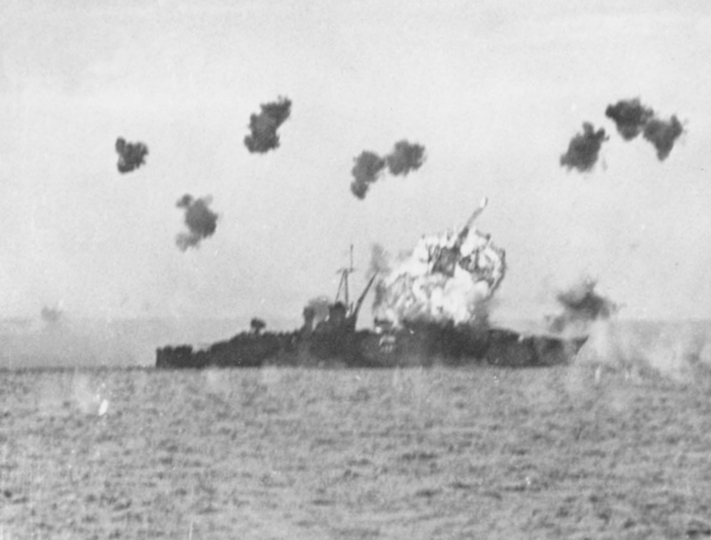
Die Louisville wird am 5. Januar 1945 von einem Kamikazeflugzeug getroffen

Die Louisville verblieb auch zum Jahreswechsel im Einsatz in Bereich der Philippinen. Im Rahmen der Landungsoperationen im Golf von Lingayen wurde der Kreuzer am 5. Januar 1945 aus der Luft angegriffen und erhielt zwei Kamikaze-Treffer, die mittelschwere Schäden verursachten. Die Besatzung des Kreuzers hatte 32 Tote und 56 Verletzte zu beklagen, das Schiff aber blieb einsatzbereit und setzte seine Mission zunächst fort. Schon am nächsten Tag wurde die Louisville jedoch zur Reparatur zurückgezogen und überquerte den Pazifik für ihre vierte und letzte Werftliegezeit und Nachrüstung in Mare Island vom Februar bis zum April 1945.
Im Mai 1945 kehrte die Louisville an die Pazifikfront zurück und nahm an den Kämpfen um Okinawa teil. Am 5. Juni 1945 wurde sie erneut von einem Kamikaze-Flugzeug getroffen. Obgleich der Schaden nach dem Zusammenbruch des vorderen Schornsteins äußerlich beträchtlich wirkte, waren die Auswirkungen diesmal eher gering, weil das japanische Flugzeug nicht das Deck durchschlagen hatte, sondern seitwärts über die Steuerbordwand ins Wasser gefallen war. Zwar gab es auch diesmal 59 Verwundete unter der Besatzung des Kreuzers, aber nur einen Toten. Die Reparatur erfolgte im Juni 1945 in Pearl Harbor. Die letzten Einsätze der Louisville von August bis Oktober 1945 umfassten im Wesentlichen die Begleitung von Truppentransporten (Rückkehr alliierter Kriegsgefangener und japanischer Truppen aus China).
Anfang 1946 verließ die Louisville via Panama endgültig den Pazifik und wurde am 17. Juni 1946 in Philadelphia in Reserve gelegt. Sie wurde 1947 eingemottet, d. h. nach dem Entfernen empfindlicher Ausrüstung langfristig gegen Wetter und Korrosion versiegelt vor Anker gelegt. Am 1. März 1959 wurde das Schiff schließlich aus der Schiffsliste gestrichen und im September 1959 zum Verschrotten verkauft. Das Abwracken selbst erfolgte im November 1959 in New York.
Die Louisville wurde für ihren langen und erfolgreichen Einsatz im Pazifikkrieg mit insgesamt 13 Battle Stars ausgezeichnet.

## Kurioses
1938 musste die Besatzung der Louisville ihre eigenen „Fans“ aus dem Wasser retten. Vor Sydney hatten marinebegeisterte Australier eine Fähre gemietet, um den amerikanischen Kreuzer beim Passieren der Hafeneinfahrt besser sehen zu können. Da sich alle Passagiere dann an einer Seite der Fähre drängten, um das amerikanische Schiff zu beobachten, kenterte die Fähre. Die Schaulustigen wurden von der Louisville gerettet.

## Modelle
Von der Louisville ist ein Fertigmodell eines deutschen Herstellers im Maßstab 1/1250 Wasserlinie erhältlich, welches das letzte Aussehen des Schiffes im März 1945 repräsentiert.